# Hợp xướng

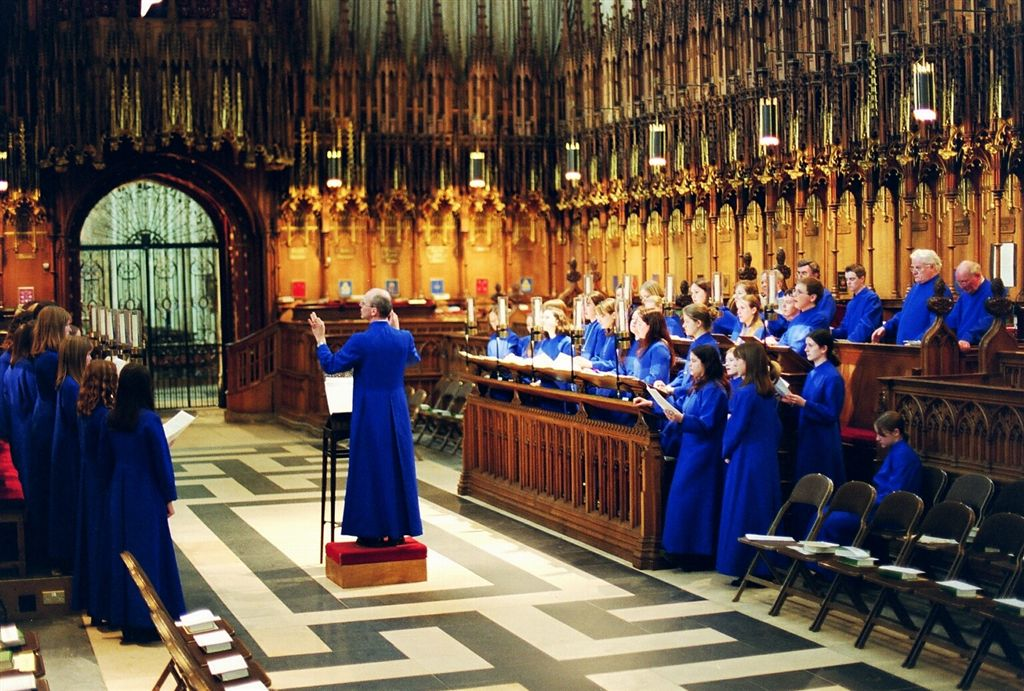
Tập hát hợp xướng cho giờ kinh chiều tại Nhà thờ tu viện York.

Hợp xướng là một loại hình của thanh nhạc gồm nhiều bè, là đỉnh cao của nghệ thuật hát bè, trong đó mỗi bè do một loại giọng trình diễn. Hợp xướng quy tụ một số lượng lớn người biểu diễn.
Phổ biến nhất là dàn hợp xướng hỗn hợp (với giọng nam và nữ) thường bao gồm giọng soprano, alto, tenor, và bass, tuy nhiên cũng có dàn hợp xướng nam hoặc nữ hoặc trẻ em hoặc cặp đôi  

## Đặc điểm
Hợp xướng có loại có dàn nhạc đệm, có loại không có dàn nhạc đệm. Một đội hợp xướng thường đông người, từ một vài chục đến hàng trăm người.
Những tác phẩm âm nhạc soạn cho hợp xướng có những đặc điểm riêng, khác với ca khúc bình thường. Tuy nhiên cũng có những ca khúc được biên soạn lại để biểu diễn bằng một dàn hợp xướng.
Có những bản đại hợp xướng được sáng tác hết sức công phu, phải mất nhiều thời gian dàn dựng để biểu diễn với một quy mô lớn.